# حاجی‌بکنده
حاجی‌بکنده یک روستا از توابع بخش خشکبیجار و شهرستان رشت و استان گیلان است. 

## جمعیت
این روستا در دهستان حاجی‌بکنده خشکبیجار قرار دارد و براساس سرشماری مرکز آمار ایران در سال ۱۳۸۵، جمعیت آن ۸۳۸ نفر (۲۴۹خانوار) بوده‌است.